# UFC Fight Night: Dolidze vs. Imavov
UFC Fight Night: Dolidze vs. Imavov (también conocido como UFC Fight Night 235 y UFC on ESPN+ 93) fue evento de artes marciales mixtas producido por Ultimate Fighting Championship que se llevó a cabo el 3 de febrero de 2024, en las instalaciones del UFC Apex, en Enterprise, parte del Área Metropolitana de Las Vegas, Estados Unidos.

## Antecedentes
Una pelea de peso mediano entre Roman Dolidze y Nassourdine Imavov encabezó el evento.
Una pelea de peso mosca entre Nate Maness y Azat Maksum estaba progamada para llevarse a cabo en el evento. Sin embargo, Maness se retiró a principios de enero debido a una lesión y fue reemplazado por el excampeón de peso mosca de LFA, Charles Johnson.
Una pelea de peso pluma entre William Gomis y Melsik Baghdasaryan estaba programada para llevarse a cabo en el evento. Sin embargo, Gomis se retiró por razones no reveladas a principios de enero y no está claro en este momento si Baghdasaryan permanecerá en la cartelera.
Kiefer Crosbie y Themba Gorimbo estaban programados para enfrentarse en una pelea de peso wélter. Sin embargo, el 5 de enero, se anunció que Crosbie se retiró debido a una lesión. Pete Rodríguez fue anunciado como el reemplazo.
Una pelea de peso wélter entre Muslim Salikhov y Randy Brown se llevó a cabo en el evento. El par estaba previamente programada para reunirse en UFC 296 en diciembre pasado, pero Brown se retiró debido a una enfermedad.

## Resultados
1. ↑  A Imavov se le dedujo un punto en la cuarta ronda debido a una patada de fútbol ilegal.
2. ↑  Un piquete de ojo accidental dejó a Muradov incapaz de continuar.

## Bonificaciones
Los siguientes peleadores recibieron bonos de $50.000.
- Pelea de la Noche: Charles Johnson vs. Azat Maksum
- Actuación de la Noche: Randy Brown y Molly McCann